# 失落的符號 (電視劇)
《丹·布朗之失落的符號》，簡稱《失落的符號》（The Lost Symbol），是一部美國冒險懸疑驚悚電視劇，改編自丹·布朗的2009年小說《失落的符號》。本劇是「羅柏·蘭登電影系列」的前傳，主演是阿什利·祖克曼，飾演虛構的符號學家羅柏·蘭登。其他演員有瓦樂莉·柯瑞、埃迪·伊扎德、博·納普和瑞克·岡薩雷斯。第一季共有10集，於2021年9月16日在孔雀串流平台上首播。2022年1月，本劇在第一季後被取消。

## 劇情
故事設定在《達文西密碼》的多年前，圍繞著年輕的羅柏·蘭登展開，當他的導師失蹤時，他被CIA雇用來解決一些致命的難題。

## 演員

### 主要
- 阿什利·祖克曼（英语：Ashley Zukerman） 飾 羅柏·蘭登（Robert Langdon）
- 瓦樂莉·柯瑞 飾 Katherine Solomon
- 埃迪·伊扎德 飾 Peter Solomon
- 蘇瑪莉·蒙塔諾（英语：Sumalee Montano） 飾 Inoue Sato
- 瑞克·岡薩雷斯 飾 Alfonso Nuñez
- 博·納普 飾 Mal'akh

### 常設
- 雷歐·巴奈扎（英语：Raoul Bhaneja）
- 塞米·羅提比（英语：Sammi Rotibi） 飾 Agent Adamu
- Keenan Jolliff 飾 Zachary Solomon

## 製作

### 開發
最初開發為電影版，由湯·漢斯飾演羅柏·蘭登，並由朗·侯活為哥倫比亞影業監製和執導。2010年至2013年期間，索尼影業最終為該項目聘請了三位編劇，即史蒂芬·奈特、丹·布朗（作者本人）和丹尼·史莊。2013年7月，索尼影業宣布他們將改編《地獄》，而不是《失落的符號》，並於2016年10月14日上映。
2019年6月，宣布該項目被重新構思為電視劇，暫定名為《蘭登》（Langdon）。該電視劇將會是電影系列的前傳，由Dan Dworkin和Jay Beattie擔任聯合創作人、節目統籌和執行製作人。丹·布朗、朗·侯活、白賴仁·基沙、Francie Calfo、Samie Falvey和Anna Culp將擔任額外的執行製作人。2021年3月，宣布該劇被孔雀串流平台接手。2021年5月17日，該劇的預告片，加上新標題《丹·布朗之失落的符號》（Dan Brown's The Lost Symbol）一同曝光。

### 選角
2020年3月，宣布阿什利·祖克曼已被揀選扮演羅柏·蘭登。2020年6月，宣布瓦樂莉·柯瑞和埃迪·伊扎德被揀選扮演Katherine和Peter Solomon。幾天後，又宣布了更多的演員，蘇瑪莉·蒙塔諾飾演Sato，瑞克·岡薩雷斯飾演Nunez，以及博·納普飾演Mal'akh。

## 外部連結
- 互联网电影数据库（IMDb）上《The Lost Symbol》的资料（英文）
- Official Robert Langdon website （页面存档备份，存于）